# Jorge Martín (compositor)
Jorge Martín (n. 1959) es un compositor cubano-americano.

## Origen y estudios
Jorge Martín nació en Santiago de Cuba, Cuba, y estableció su residencia en los Estados Unidos desde una temprana edad. El estudió en la Universidad de Yale,   así como en la Universidad de Columbia, donde recibió una Maestría y un Doctorado en composición musical.

## Obra
Su ópera "Antes que anochezca", basada en obra biográfica homónima del escritor cubano Reinaldo Arenas, fue estrenada por la Opera de Fort Worth en junio de 2010. La Opera de Fort Worth lanzó una versión grabada de la obra a través de la marca Albany Records.
Albany Records también lanzó otra grabación de una obra de Martín titulada "Cello Music" en 2012.
Entre otras de sus composiciones podemos mencionar "Beast and Superbeast", una serie de cuatro óperas de un acto, basada en cuentos cortos de Saki; un cuarteto para saxofones y cuatro danzas para fagot y cuarteto de cuerdas, las cuales fueron estrenadas en Finlandia, en julio de 1997.

## Premios y reconocimientos
En 2005, Martín recibió una beca de la Fundación Bogliasco en Génova. El también ha recibido un premio de música de la Academia Norteamericana de Artes y Letras, un premio de ASCAP, una residencia de Yaddo, Saratoga Springs, en 1993 y dos premios CINTAS, en 1993 y 2011 respectivamente.
Su ópera en un acto "Tobermory" obtuvo primer premio del Concurso de Música de Cámara de la Quinta Bienal de la Asociación Nacional de Opera (USA), y ha sido presentada en varias ciudades de los Estados Unidos.